# Biel-Meinisberg-Bahn
| Dampftriebwagen CFm 2/4 2 in Meinisberg |                     |                             |                             |
| |                     |                             |                             |
| Streckenlänge: | 6,8 km              |                             |                             |
| Spurweite: | 1000 mm (Meterspur) |                             |                             |
| Stromsystem: | 550 V =             |                             |                             |
| Maximale Neigung: | 41 ‰                |                             |                             |
| Minimaler Radius: | 60 m                |                             |                             |
| Streckengeschwindigkeit: | 45 km/h             |                             |                             |
| |                     |                             |                             |
| Biel–Meinisberg |                     |                             |                             |
| \| \| \| TrB Linie 1 nach Nidau \| \| \| \| 0.0 \| Biel-Bahnhofplatz \| 437 m ü. M. \| \| \| \| BTI nach Ins \| \| \| \| \| Biel-Centralplatz \| \| \| \| \| TrB Linie 2 nach Bözingen \| \| \| \| \| TrB Linie 3 \| \| \| \| \| Biel-Neumarktplatz \| \| \| \| \| Biel-Gurzelen \| \| \| \| 3.5 0.0 \| Mett Bären \| 443 m ü. M. \| \| \| \| \| \| \| \| \| Rollschemelanlage Biel Mett \| \| \| \| \| \| \| \| \| 0.4 \| Mett Station-BMB \| 444 m ü. M. \| \| \| 1.5 \| Krämersried \| 446 m ü. M. \| \| \| 2.1 \| Orpund-Post \| 440 m ü. M. \| \| \| 2.8 \| Orpund-Station \| 436 m ü. M. \| \| \| 4.0 \| Safnern-West \| 439 m ü. M. \| \| \| 4.6 \| Safnern-Station \| 441 m ü. M. \| \| \| 6.3 \| Meinisberg-Moos \| 447 m ü. M. \| \| \| 6.9 \| Meinisberg-Station \| 449 m ü. M. \| \| \| \| Depot Meinisbert \| \| \| Eigentum Tramway de Bienne (TrB) \| \| \| \| |                     |                             |                             |
| U-Bahn-Strecke (außer Betrieb) |                     | TrB Linie 1 nach Nidau      | TrB Linie 1 nach Nidau      |
| U-Bahn-Bahnhof (Strecke außer Betrieb) | 0.0                 | Biel-Bahnhofplatz           | 437 m ü. M.                 |
| U-Bahn-Abzweig geradeaus und von rechts (Strecke außer Betrieb) |                     | BTI nach Ins                | BTI nach Ins                |
| U-Bahn-Bahnhof (Strecke außer Betrieb) |                     | Biel-Centralplatz           | Biel-Centralplatz           |
| U-Bahn-Abzweig geradeaus und nach links (Strecke außer Betrieb) |                     | TrB Linie 2 nach Bözingen   | TrB Linie 2 nach Bözingen   |
| U-Bahn-Strecke (außer Betrieb) |                     | TrB Linie 3                 | TrB Linie 3                 |
| U-Bahn-Bahnhof (Strecke außer Betrieb) |                     | Biel-Neumarktplatz          | Biel-Neumarktplatz          |
| U-Bahn-Bahnhof (Strecke außer Betrieb) |                     | Biel-Gurzelen               | Biel-Gurzelen               |
| U-Bahn-Bahnhof (Strecke außer Betrieb) | 3.5 0.0             | Mett Bären                  | 443 m ü. M.                 |
| |                     |                             |                             |
| Abzweig geradeaus und von links (Strecke außer Betrieb) · Betriebsstelle Streckenende und quer (Strecke außer Betrieb) |                     | Rollschemelanlage Biel Mett | Rollschemelanlage Biel Mett |
| |                     |                             |                             |
| Bahnhof (Strecke außer Betrieb) | 0.4                 | Mett Station-BMB            | 444 m ü. M.                 |
| Haltepunkt / Haltestelle (Strecke außer Betrieb) | 1.5                 | Krämersried                 | 446 m ü. M.                 |
| Haltepunkt / Haltestelle (Strecke außer Betrieb) | 2.1                 | Orpund-Post                 | 440 m ü. M.                 |
| Bahnhof (Strecke außer Betrieb) | 2.8                 | Orpund-Station              | 436 m ü. M.                 |
| Haltepunkt / Haltestelle (Strecke außer Betrieb) | 4.0                 | Safnern-West                | 439 m ü. M.                 |
| Bahnhof (Strecke außer Betrieb) | 4.6                 | Safnern-Station             | 441 m ü. M.                 |
| Haltepunkt / Haltestelle (Strecke außer Betrieb) | 6.3                 | Meinisberg-Moos             | 447 m ü. M.                 |
| Bahnhof (Strecke außer Betrieb) | 6.9                 | Meinisberg-Station          | 449 m ü. M.                 |
| Dienststation / Betriebs- oder Güterbahnhof (Strecke außer Betrieb) |                     | Depot Meinisbert            | Depot Meinisbert            |
| Eigentum Tramway de Bienne (TrB) |                     |                             |                             |

Die Biel-Meinisberg-Bahn (BMB) war eine 6,8 Kilometer lange Schweizer Schmalspurbahn von Biel über Biel-Mett nach Meinisberg, die von 1913 bis 1923 und von 1926 bis 1940 betrieben wurde.

## Geschichte

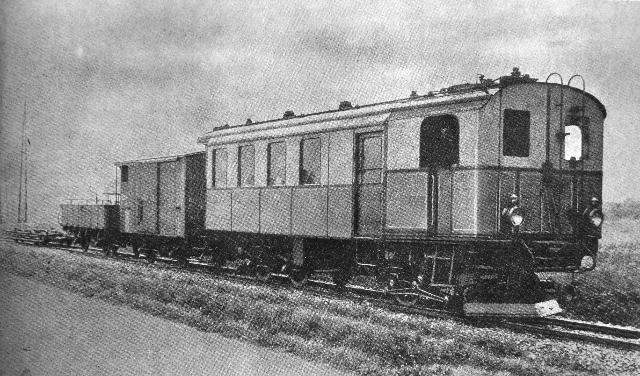
CFm 2/4 Nr. 1 mit einem Güterzug

Am 29. Dezember 1913 wurde der Betrieb eröffnet, die Strecke führte unter Mitbenutzung der Gleise der Strassenbahn Biel vom Bieler Bahnhof durch die Innenstadt nach Biel-Mett, von dort auf eigenem Trassee nach Meinisberg. Die BMB nahm den Betrieb mit zwei Dampftriebwagen der Bauart Liechty auf, der CFm 2/4 Nr. 1 und der etwas kleinere CFm 2/4 Nr. 2. Die durch die Stadt fahrenden Dampftriebwagen waren bei der Bevölkerung wegen der Umweltbelästigung durch den Rauch nicht besonders beliebt. Wegen der in der Stadt fremden grünen Farbgebung erhielten die Triebwagen den Übernamen Graswurm.
Der grössere Dampftriebwagen war für den Personenverkehr besser geeignet, sodass der kleinere Triebwagen vor allem im Güterverkehr eingesetzt wurde. Dieser wurde mit einem gedeckten Güterwagen, einem offenen Güterwagen und drei Rollschemeln bewältigt. Die entsprechende Umsetzanlage befand sich auf der Südseite des Bahnhofs Biel-Mett. Die Züge verkehrten von 1913 bis 1923, anschliessend wurde der Betrieb aus finanziellen Gründen für drei Jahre eingestellt.

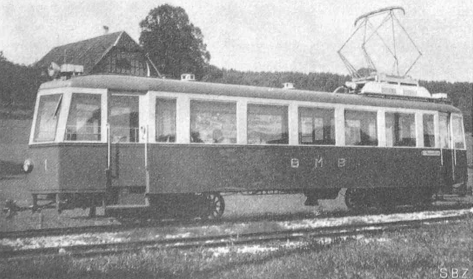
Ce 4/4 Nr. 1 Oranger Pfeil

Am 11. April 1926 wurde der Betrieb unter Führung der Städtischen Strassenbahn Biel mit deren Fahrzeugen als elektrische Überlandstrassenbahn wieder aufgenommen. 1936 übernahm die Biel-Meinisberg-Bahn den Betrieb wieder selbst, dies unter der Beschaffung des neuen Leichttriebwagens Ce 4/4 1.
Der Ersatz der Linien der Städtischen Strassenbahn Biel durch den Trolleybus Biel/Bienne im Jahre 1940 bedeutete am 30. Juni 1940 die Einstellung der Biel-Meinisberg-Bahn, der Betrieb wurde mit Autobussen fortgesetzt. Der Leichttriebwagen wurde daraufhin im Kanton Tessin bei der Lugano-Cadro-Dino-Bahn (LCD) eingesetzt, bis auch diese Schmalspurbahn eingestellt wurde.
Ein Inselbetrieb auf dem eigenen Abschnitt von Biel-Mett nach Meinisberg oder auch der Bau eines eigenen in die Strasse verlegten Trassees zum Bieler Hauptbahnhof war nicht realistisch. Ebenso konnte eine mögliche Verlängerung von Meinisberg nach Büren an der Aare während der gesamten Betriebsdauer nie realisiert werden.

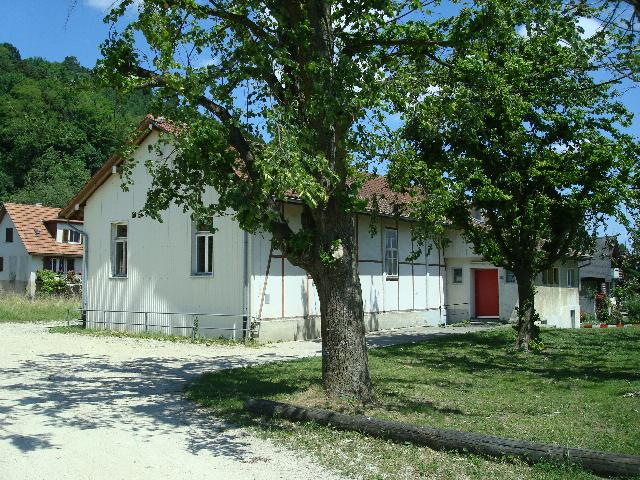
Ehemaliges Depot in Meinisberg, 2009

Noch heute ist der Verlauf der Bahnstrecke Biel–Meinisberg gut auszumachen, meist wird das Trassee als Nebenstrasse, Radweg oder Feldweg genutzt. Die damaligen Stationsgebäude in Orpund, Safnern und Meinisberg sind noch vorhanden und werden als Einfamilienhaus genutzt. Auch das Depot in Meinisberg, das lediglich in der Dampfzeit, in den Jahren 1913 bis 1923, für die Eisenbahn genutzt wurde, gibt es noch. Es wird von einem lokalen Turnverein als Turnhalle und Vereinslokal genutzt. Bei sämtlichen Gebäuden ist der ursprüngliche Charakter bis heute weitgehend erhalten geblieben.

## Autobusbetrieb Biel–Meinisberg
Der Autobusbetrieb von Biel nach Meinisberg durch den Autobusbetrieb Biel–Meinisberg (BM, später ABM) erfolgte von 1940 bis 2007 in Eigenregie. 2007 wurde der Autobusbetrieb in den Busbetrieb Grenchen und Umgebung (BGU) integriert. Die Busbetriebe Grenchen und Umgebung (BGU) wurden im selben Zeitraum in BGU Grenchen und Umgebung umbenannt.
Anlässlich des Fahrplanwechsels im Dezember 2009 erfolgte erneut ein Wechsel des Betreibers. Die Aare Seeland mobil (ASm) übernahm den Betrieb der nun als Linie 72 bezeichneten Autobusverbindung Biel–Meinisberg.